# Uluru
|  | For brætspillet af samme navn, se Uluru (brætspil) |
25°20′41″S 131°01′57″Ø / 25.34472°S 131.03250°Ø
Uluru, også kaldt Ayers Rock (officielt Uluru / Ayers Rock), er en klippeformation af sandsten beliggende i Northern Territory i Australien, hvor den befinder sig i nationalparken Uluru-Kata Tjuta, 400 km sydvest for Alice Springs. Den er omkring 335 m høj, 2,5 km lang og 1,5 km bred. Uluru er hellig for den oprindelige befolkning, og den har mange forskellige kilder, vandhuller, huler og gamle bemalinger.
Uluru er også meget kendt for dens måde at skifte farve på, når solen rammer den på en bestemt måde samt tidspunkt. Dette er også en af de mange grunde til, at turister kommer fra hele verden; de vil se den skifte farve. Når det regner, bliver den sølvgrå og skinner næsten, hvilket kan ses på lang afstand.

## Eksterne links
- Wikimedia Commons har flere filer relateret til Uluru
- Artikel om Ayers Rock